# روجر فيجوراس
روجر فيجوراس (بالإسبانية: Roger Figueras Ballart) هو لاعب كرة قدم إسباني، ولد في 5 أبريل 1997 في Valls ‏ في إسبانيا. لعب مع خيمناستيك طركونة.

## وصلات خارجية
- روجر فيجوراس على موقع قاعدة بيانات كرة القدم.إي يو (الإنجليزية)
- روجر فيجوراس على موقع Soccerway.com (الإنجليزية)